# Alles steht Kopf (Franchise)
Alles steht Kopf ist ein US-amerikanisches Multimedien-Franchise, das von der Walt Disney Company im Jahr 2015 gegründet wurde. Es besteht aus dem Zweiteiler Alles steht Kopf (2015) und Alles steht Kopf 2 (2024), sowie der Serie Traum Studios, die im Jahr 2024 auf Disney+ veröffentlicht wurde.

## Geschichte
Im Mai 2015 begann das Franchise mit dem gleichnamigen Originalfilm. Drei Monate später feierte der Kurzfilm Rileys erstes Date? auf der D23-Expo-Ankündigung seine Premiere.
2022 gab Pixar bekannt, dass ein zweiter Teil unter der Regie von Kelsy Mann, dem Drehbuch von Meg LeFauve und der Produktion von Mark Nielsen in Arbeit sei. Dieser wurde schließlich am 13. Juni 2024 veröffentlicht. Nachdem der Film in der Liste der weltweit erfolgreichsten Filme kurz nach Release auf Platz 8 landete, wurde angekündigt, dass eine Disney+-Serie in Anlehnung an die Filmreihe erscheinen soll. Diese erschien schließlich im Dezember 2024.

## Filme und Ableger
| Titel               | Veröffentlichung (Deutschland) | Regie                                         | Drehbuch                               | Produktion                            |
| ------------------- | ------------------------------ | --------------------------------------------- | -------------------------------------- | ------------------------------------- |
| Alles steht Kopf    | 1. Oktober 2015                | Pete Docter & Ronaldo del Carmen              | Pete Docter, Meg LeFauve & Josh Cooley | Jonas Rivera & Mark Nielsen           |
| Alles steht Kopf 2  | 13. Juni 2024                  | Kelsey Mann                                   | Meg LeFauve & Dave Holstein            | Mark Nielsen                          |
| Ableger             |                                |                                               |                                        |                                       |
| Rileys erstes Date? | 11. Februar 2016               | Josh Cooley                                   | Josh Cooley                            | Mark Nielson                          |
| Traum Studios       | 11. Dezember 2024              | Valerie LaPointe, Mike Jones & Austin Madison | Mike Jones                             | Jaclyn Simon & Sabine Koch O'Sullivan |

## Wiederkehrende Charaktere
| Rolle                    | Filme             | Filme                   | Kurzfilm            | Fernsehserie                       | Synchronisation                                      |
| Rolle                    | Alles steht Kopf  | Alles steht Kopf 2      | Rileys erstes Date? | Traum Studios                      | Synchronisation                                      |
| ------------------------ | ----------------- | ----------------------- | ------------------- | ---------------------------------- | ---------------------------------------------------- |
| Freude                   | Amy Poehler       | Amy Poehler             | Amy Poehler         | Amy Poehler                        | Nana Spier                                           |
| Kummer                   | Phyllis Smith     | Phyllis Smith           | Phyllis Smith       | Phyllis Smith                      | Philine Peters-Arnolds                               |
| Wut                      | Lewis Black       | Lewis Black             | Lewis Black         | Lewis Black                        | Hans-Joachim Heist Axel Lutter 1                     |
| Angst                    | Bill Hader        | Tony Hale               | Bill Hader          | Tony Hale                          | Olaf Schubert Timmo Niesner 1                        |
| Ekel                     | Mindy Kaling      | Liza Lapira             | Mindy Kaling        | Liza Lapira                        | Tanya Kahana                                         |
| Riley Andersen           | Kaitlyn Dias      | Kensington Tallman      | Kaitlyn Dias        | Kensington Tallman & Lauren Holt 2 | Vivien Gilbert Marlene Schick 3                      |
| Mrs. Andersen            | Diane Lane        | Diane Lane              | Diane Lane          | Diane Lane                         | Bettina Zimmermann Marie Bierstedt 3                 |
| Mr. Andersen             | Kyle MacLachlan   | Kyle MacLachlan         | Kyle MacLachlan     | Kyle MacLachlan                    | Kai Wiesinger Leon Windscheid 3 Patrick Winczewski 2 |
| Bing Bong                | Richard Kind      | Stumm                   |                     |                                    | Michael Pan                                          |
| Jangles                  | Josh Cooley       |                         |                     |                                    | Hans-Eckart Eckhardt                                 |
| Moms Freude              | Sherry Lynn       | Sherry Lynn             | Sherry Lynn         |                                    | Ilka Teichmüller Julia Rost 3                        |
| Moms Ekel                | Sherry Lynn       | Sherry Lynn             | Sherry Lynn         | Katrin Zimmermann                  |                                                      |
| Moms Kummer              | Lori Alan         | Lori Alan               | Lori Alan           |                                    | Martina Treger                                       |
| Moms Wut                 | Paula Pell        | Paula Pell              | Paula Pell          |                                    | Franziska Pigulla Judith Steinhäuser 3               |
| Moms Angst               | Laraine Newman    | Laraine Newman          | Laraine Newman      |                                    | Marion Musiol                                        |
| Dads Angst               | Carlos Alazraqui  | Carlos Alazraqui        | Carlos Alazraqui    |                                    | Axel Malzacher                                       |
| Dads Wut                 | Pete Docter       | Pete Docter             | Pete Docter         |                                    | Lutz Schnell                                         |
| Fritz                    | John Ratzenberger | John Ratzenberger       |                     |                                    | Jürgen Heinrich Andreas Conrad 3                     |
| Lösch-Arbeiter Bobby     | Bobby Moynihan    | Bobby Moynihan          |                     |                                    | Hans Hohlbein                                        |
| Lösch-Arbeiterin Paula   | Paula Poundstone  | Paula Poundstone        |                     |                                    | Almut Zydra                                          |
| Kopf-Cop Jake            | Flea              | Flea                    |                     |                                    | Dirc Simpson Georgios Tzitzikos 3                    |
| Kopf-Cop Frank           | Dave Goelz        | Dave Goelz              |                     |                                    | Klaus J. Behrendt Rainer Gerlach 3                   |
| Kopf-Cop Dave            | Frank Oz          | Frank Oz                |                     |                                    | Dietmar Bär Douglas Welbat 3                         |
| Traumregisseurin Paula   | Paula Pell        |                         |                     | Paula Pell                         | Katja von Garnier Judith Steinhäuser 1               |
| Jordan                   | Stumm             | Fotografie              | Ben Cox             |                                    | Cedric Eich                                          |
| Zweifel                  |                   | Maya Hawke              |                     |                                    | Derya Akyol                                          |
| Neid                     |                   | Ayo Edebiri             |                     |                                    | Olivia Büschken                                      |
| Peinlich                 |                   | Paul Walter Hauser      |                     |                                    | Manuel Straube                                       |
| Ennui                    | Gelöschte Szene   | Adèle Exarchopoulos     |                     |                                    | Jessica Walther-Gabory                               |
| Valentina "Val" Ortiz    |                   | Lilimar Hernandez       |                     |                                    | Tahnee                                               |
| Bree Young               |                   | Sumayyah Nuriddin-Green |                     | Sumayyah Nuriddin-Green            | Johanna Schmoll                                      |
| Grace Hsieh              |                   | Grace Lu                |                     | Grace Lu                           | Laura Oettel                                         |
| Bloofy                   |                   | Ron Funches             |                     |                                    | Bastian Pastewka                                     |
| Bauchi                   |                   | James Austin Johnson    |                     |                                    | Leonhard Mahlich                                     |
| Coach Roberts            |                   | Yvette Nicole Brown     |                     |                                    | Vera Teltz                                           |
| Lance Slashblade         |                   | Yong Yea                |                     |                                    | Florian Clyde                                        |
| Nostalgia                |                   | June Squibb             |                     |                                    | Margot Rothweiler                                    |
| Großes dunkles Geheimnis |                   | Steve Purcell           |                     |                                    | Tilo Schmitz                                         |
| Traumregisseur Xeni      |                   |                         |                     | Richard Ayoade                     | Tim Schwarzmaier                                     |
| Jean Dewberry            |                   |                         |                     | Maya Rudolph                       | Katrin Fröhlich                                      |
| Janelle                  |                   |                         |                     | Ally Maki                          | Gabrielle Pietermann                                 |

## Rezeption

### Einspielergebnis
Mit einem Einspielergebnis von ca. 2,6 Milliarden Dollar landen die beiden Filme auf Platz 34 der kommerziell erfolgreichsten Filmreihen (Stand: 13. Dezember 2024).
| Film               | Einspielergebnisse in US-Dollar | Einspielergebnisse in US-Dollar | Einspielergebnisse in US-Dollar | Budget   |
| Film               | Nordamerika                     | Deutschland                     | Weltweit                        | Budget   |
| ------------------ | ------------------------------- | ------------------------------- | ------------------------------- | -------- |
| Alles steht Kopf   | 356.461.711                     | 31.631.570                      | 858.294.430                     | 175 Mio. |
| Alles steht Kopf 2 | 652.980.194                     | 56.900.427                      | 1.698.586.747                   | 200 Mio. |
| Gesamt:            | 1.009.441.905                   | 88.531.997                      | 2.556.881.177                   | 375 Mio. |

### Kritiken
Stand: 13. Dezember 2024
| Film               | Rotten Tomatoes     | Metacritic       | IMDb                      |
| ------------------ | ------------------- | ---------------- | ------------------------- |
| Alles steht Kopf   | 98 % (385 Kritiken) | 94 (55 Kritiken) | 8,1 (843.739 Bewertungen) |
| Alles steht Kopf 2 | 91 % (316 Kritiken) | 73 (59 Kritiken) | 7,6 (184.593 Bewertungen) |